# Pleurotus viscidulus
Pleurotus viscidulus är en svampart som först beskrevs av Berk. & Broome, och fick sitt nu gällande namn av Cleland 1934. Pleurotus viscidulus ingår i släktet Pleurotus och familjen musslingar.   Inga underarter finns listade i Catalogue of Life.